# Vladimir Chiorăscu
Vladimir Chiorăscu, menționat în unele surse Vladimir Chiorescu, (n.  1887, Chișinău – d. secolul al XX-lea) reprezentant al cooperației, membru al Sfatului Țării.

## Biografie
La data de 27 martie 1918 Vladimir Chiorescu a votat Unirea Basarabiei cu România.
A fost deputat de Tighina prin 1926.